# ديفيد أ. والاس
ديفيد أ. والاس (بالإنجليزية: David A. Wallace)‏ هو مهندس معماري أمريكي، ولد في 1917، وتوفي في 19 يوليو 2004.